# Église Saint-Cyr-et-Sainte-Julitte d'Escurolles
Pour les articles homonymes, voir église Saint-Cyr-et-Sainte-Julitte.
L'église Saint-Cyr-et-Sainte-Julitte est une église située à Escurolles, dans le département français de l'Allier.

## Localisation
L'église est située sur la commune d'Escurolles, au point le plus haut du bourg, derrière le château.

## Description
L'église Saint-Cyr-et-Sainte-Julitte date de l'époque romane. Le clocher, initialement construit à la croisée du transept, a été redéposé sur le narthex, puis a imposé la démolition du narthex lui-même en 1908. Les cloches ont alors été installées sur un chevalet à ras de terre. L'église renferme de nombreux supports sculptés, une fresque murale de la fin du XIIIe siècle et possède aussi des restes de peintures murales du XVe siècle.
La fresque, dont il ne reste que la partie supérieure, représente le Christ, en gloire dans une mandorle, entouré des quatre apôtres et de leur symboles.

## Historique
L'édifice est inscrit au titre des monuments historiques en 1927.